# Candle in the Wind
"Candle in the Wind" er en sang med musik af Elton John og tekst af Bernie Taupin. Den blev oprindeligt skrevet i 1973 til ære for Marilyn Monroe, der døde 11 år tidligere. Sangen blev udgivet som single fra albummet Goodbye Yellow Brick Road (1973).

## Udgivelse og indspilning
Den originale version af sangen blev indspillet i maj 1973 og udgivet som albummets først single i 1974. I Storbritannien nåede denne version af sangen nummer 11 på UK Singles Chart. På det tidspunkt var sangen ikke udgivet som single i USA, hvor "Bennie and the Jets" blev valgt i stedet for. Sangen blev placeret nummer 136 på Rolling Stones liste over de 500 bedste sange til alle tider.

## Udgivelse fra 1997
I 1997 skrev Bernie Taupin en ny version af "Candle in the Wind" med titlen "Candle in the Wind 1997" eller "Goodbye, England's Rose", som Elton John spillede til prinsesse Dianas begravelse. Det er den eneste gang, han har spillet denne udgave af sangen. Sangen blev udgivet på single og blev et giganthit for John; den blev i løbet af udgivelsesdagen solgt i 658.000 eksemplarer i Storbritannien, hvilket er det største salg for nogen single i landets musikhistorie.